# Metabutoxycaine
Metabutoxycaine, được bán dưới tên thương mại Primacaine, là một loại thuốc gây tê cục bộ. Nó được sử dụng trong nha khoa.